# Jason Everman
Jason Everman (Ouzinkie (Alaska), 16 augustus 1967) is een Amerikaanse gitarist en militair.
Hij was gedurende enkele maanden in 1989 tweede gitarist van de band Nirvana. Hij staat in de line-up van het album Bleach, maar werkte niet mee aan dit album. Hij financierde dit album wel met een lening van 600 dollar, die hij nooit teruggekregen heeft.
Nadat Jason de band Nirvana verliet, speelde hij een korte tijd basgitaar in Soundgarden waar hij Hiro Yamamoto verving, waarna hij voor een langere tijd in Mind Funk speelde.
Drie nummers die Everman met Nirvana speelde werden uitgegeven:
- Do you love me - op een tributealbum van de band Kiss
- Dive - op de With the lights out box-set.
- Big cheese - op With the lights out box-set (dvd)

In 1994 voegde Everman zich bij het Amerikaanse leger. Hij diende in Afghanistan.
- International Standard Name Identifier: 0000 0000 5676 1053
- MusicBrainz: 797dc323-fc39-4597-98cc-d10493f67326
- Nationale Bibliotheek van Tsjechië: xx0059604
- Virtual International Authority File: 85684864